# Дитрих II фон Мандершайд
Дитрих II фон Мандершайд (на немски: Dietrich II Graf von Manderscheid; † 10 ноември 1469) е граф на Мандершайд и господар на Даун.

## Произход
Той е най-големият син на Дитрих I фон Мандершайд († 1426) и съпругата му Елизабет фом Щайн († 1403), вдовица на Дитрих фон Еренберг († сл. 1379), дъщеря на рицар Тилман фом Щайн († ок. 1377/1380) и Жанета фон Родемахерн († 1357/1363/1398).

## Фамилия
Дитрих II се жени пр. 1421 г. за Ирмгард фон Даун († 4 април 1456), дъщеря на Дитрих V фон Даун-Брух 'Млади' († 1410) и Луция фон Даун († сл. 1409). Те имат децата:
- Дитрих III фон Мандершайд-Бланкенхайм (* ок. 1420; † 10 февруари или 20 февруари 1498), имперски граф на Мандершайд (1457 – 1488), господар на Бланкенхайм (1469 – 1488), Шлайден, Юнкерат, Кайл и Даун, женен 1443 г. за Елизабет фон Шлайден-Бланкенхайм († пр. 7 февруари 1469), наследничка на Шлайден
- Улрих фон Мандершайд († ок. 1436), архиепископ и курфюрст на Трир (1430 – 1436)
- Куно фон Мандершайд († пр. 1469)
- Улрих фон Мандершайд
- Ирмгард фон Мандершайд († 3 октомври 1482)
- Вилхелм фон Мандершайд († 13 май 1499)
- Фридрих фон Мандершайд († 11 май 1500)
- Герлах фон Мандершайд